# Lithothamnion islei
Lithothamnion islei Heydrich, 1901  é o nome botânico  de uma espécie de algas vermelhas  pluricelulares do gênero Lithothamnion, subfamília Melobesioideae.
- São algas marinhas encontradas na Ilha Amsterdam.

## Sinonímia
- Não apresenta sinônimos.